# Orobanche grisebachii
Orobanche grisebachii är en snyltrotsväxtart som beskrevs av Reuter. Orobanche grisebachii ingår i släktet snyltrötter, och familjen snyltrotsväxter. Inga underarter finns listade i Catalogue of Life.